# Schmiedehausen
Schmiedehausen ist eine Gemeinde im Nordosten des Landkreises Weimarer Land. Erfüllende Gemeinde ist die Stadt Bad Sulza.

## Lage
Schmiedehausen liegt im äußersten nordöstlichen Zipfel der Saale-Ilm-Kalksteinplatte und ist über Camburg und Bad Sulza über die Landesstraße 2158 gut erreichbar. Die Gemarkung des Ortes ist ackerbaulich erschlossen. Die bewaldeten Anhöhen des Ilmtals beginnen bei Bergsulza.
Die Buslinie 282 der PVG Weimarer Land verbindet den Ort mit Camburg bzw. Apolda.

## Geschichte

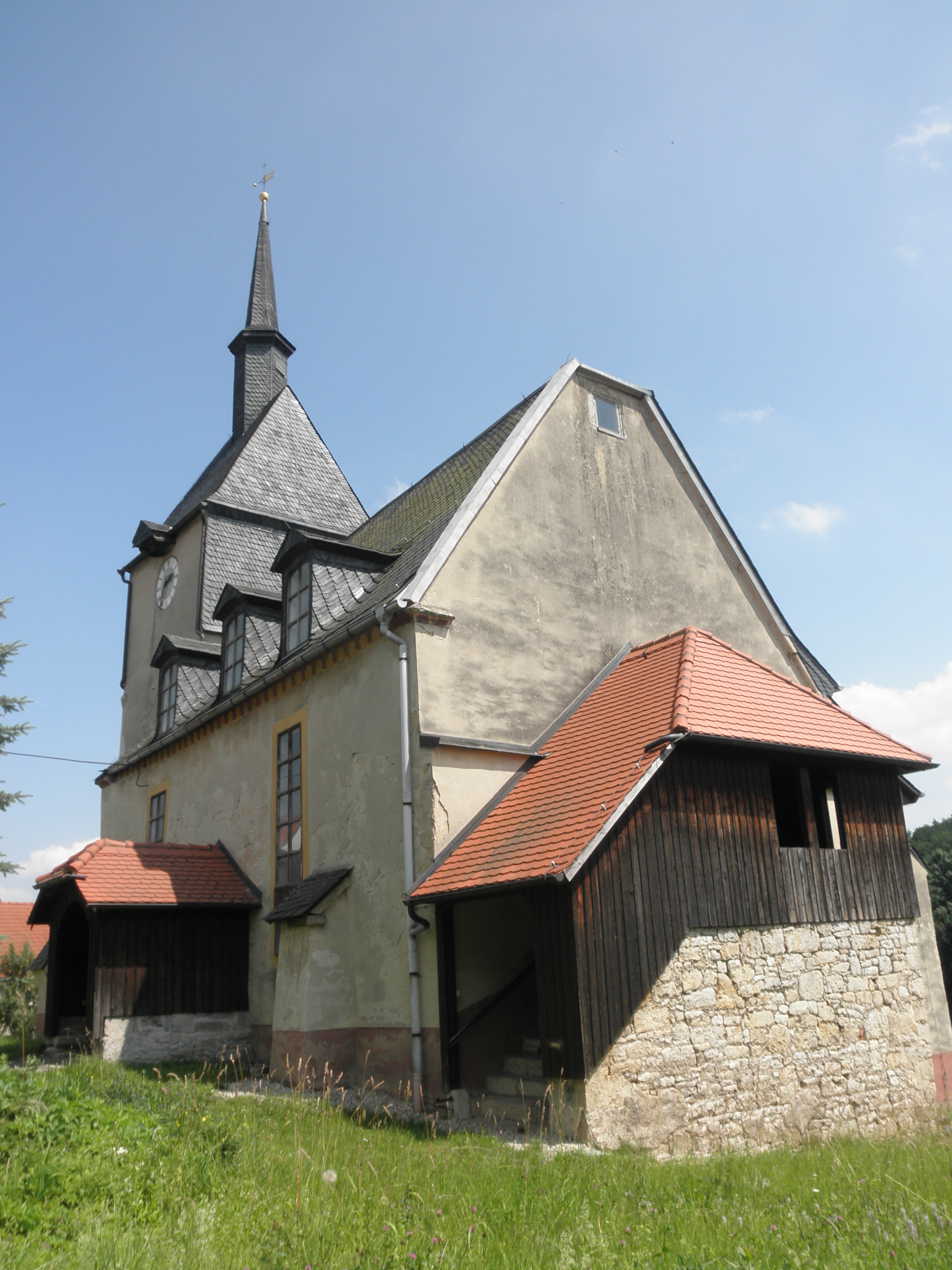
Kirche von Schmiedehausen

Schmiedehausen wurde 1132 in der Lausnitzer Chronik und urkundlich erstmals 1166 durch die Adligen Rupert und Conrad de Smidehusen genannt. Der Ort ist wahrscheinlich an der Wende vom 11. zum 12. Jh. entstanden, da die Güter eine Schenkung aus dem Jahr 1090 in „Stubi“, was mit dem benachbarten Stöben gleichgesetzt wird, später in der Flur von Schmiedehausen auftaucht, so dass Stöben ursprünglich eine größere Flur umfasste, die auch Schmiedehausen und Teile von Camburg einschloss. Die Kirche wurde im Jahre 1219 erstmals genannt und stand bis dahin unter dem Patronat Dietrichs, des Markgrafen von Meißen, der diese und weitere Kirchen dem von ihm gegründeten Nonnenkloster in Eisenberg schenkte.
Das älteste Einwohnerverzeichnis stammt aus dem ersten Drittel des 15. Jahrhunderts. Der Ort gehörte zum wettinischen Amt Camburg, welches aufgrund mehrerer Teilungen im Lauf seines Bestehens unter der Hoheit verschiedener Ernestinischer Herzogtümer stand. 1826 kam Schmiedehausen als Teil der Exklave Camburg vom Herzogtum Sachsen-Gotha-Altenburg zum Herzogtum Sachsen-Meiningen. Von 1922 bis 1939 gehörte der Ort zur Kreisabteilung Camburg.
An der ehemaligen Ziegelei machte man einen jüngerbronzezeitlichen Depotfund mit zwei Bronzehalsringen, drei Bronzearmringen und der Wangenklappe eines Helmes. Kultische Gründe der Niederlage sind wahrscheinlich.
Lachstedt ist seit 1974 ein Ortsteil von Schmiedehausen.

## Religion
Seit dem Hochmittelalter hat sich in der Gegend das Christentum durchgesetzt. Man kann davon ausgehen, dass die Bewohner des im 12. Jh. erstmals genannten Ortes überwiegend Christen waren. 1219 wird die Kirche von Markgraf Dietrich seinem neu gegründeten Nonnenkloster in Eisenberg unterstellt, wo sie bis zur Reformation verblieb. Eine Pfarrei ist seit dem 14. Jh. nachweisbar. 1539 wurde in Schmiedehausen die Reformation durchgeführt. Die bis dahin römisch-katholische Kirche wurde in eine evangelisch-lutherische umgewandelt. Kirchenrechtlich zählte die Pfarrei zum Erzbistum Mainz, darin dem Archidiakonat Beatae Mariae Virginis in Erfurt und darin dem Dekanat Utenbach. Von dort aus wurden die Pfarrer eingesetzt. Bereits 1539 ist der erste evangelische Pfarrer nachgewiesen. In dessen Folge wurden die Pfarrer vom Landesherrn berufen. Die neben dem Hauptaltar bestehende Kommende wurde in eine Gemeindestiftung umgewandelt. Bis ins 20. Jh. sind ausschließlich ev.-luth. Glaubensangehörige anzutreffen. Gleichzeitig mit dem Zuzug von Einwohnern kath. Glaubens kam es auch zu einer Säkularisierung. Besonders nach 1945 kam es zu Kirchenaustritten, was 1990 mit der Einführung der staatlich organisierten Einziehung der Kirchensteuer nochmals einen Höhepunkt hatte. 2011 waren 33 % der Einwohner von Schmiedehausen evangelisch und 2 % katholisch. Die Dorfkirchen Schmiedehausen und Lachstedt gehören zur Kirchengemeinde „Lachstedt bis Eckolstädt“ im Kirchspiel Dorndorf/Saale, das wiederum zum Kirchenkreis Eisenberg der Evangelischen Kirche in Mitteldeutschland zählt. Die wenigen Katholiken sind der Pfarrei St. Johannes Baptist in Jena, Bistum Erfurt, zugeordnet, deren nächste Filialkirche St. Marien in Camburg ist.

## Sehenswürdigkeiten

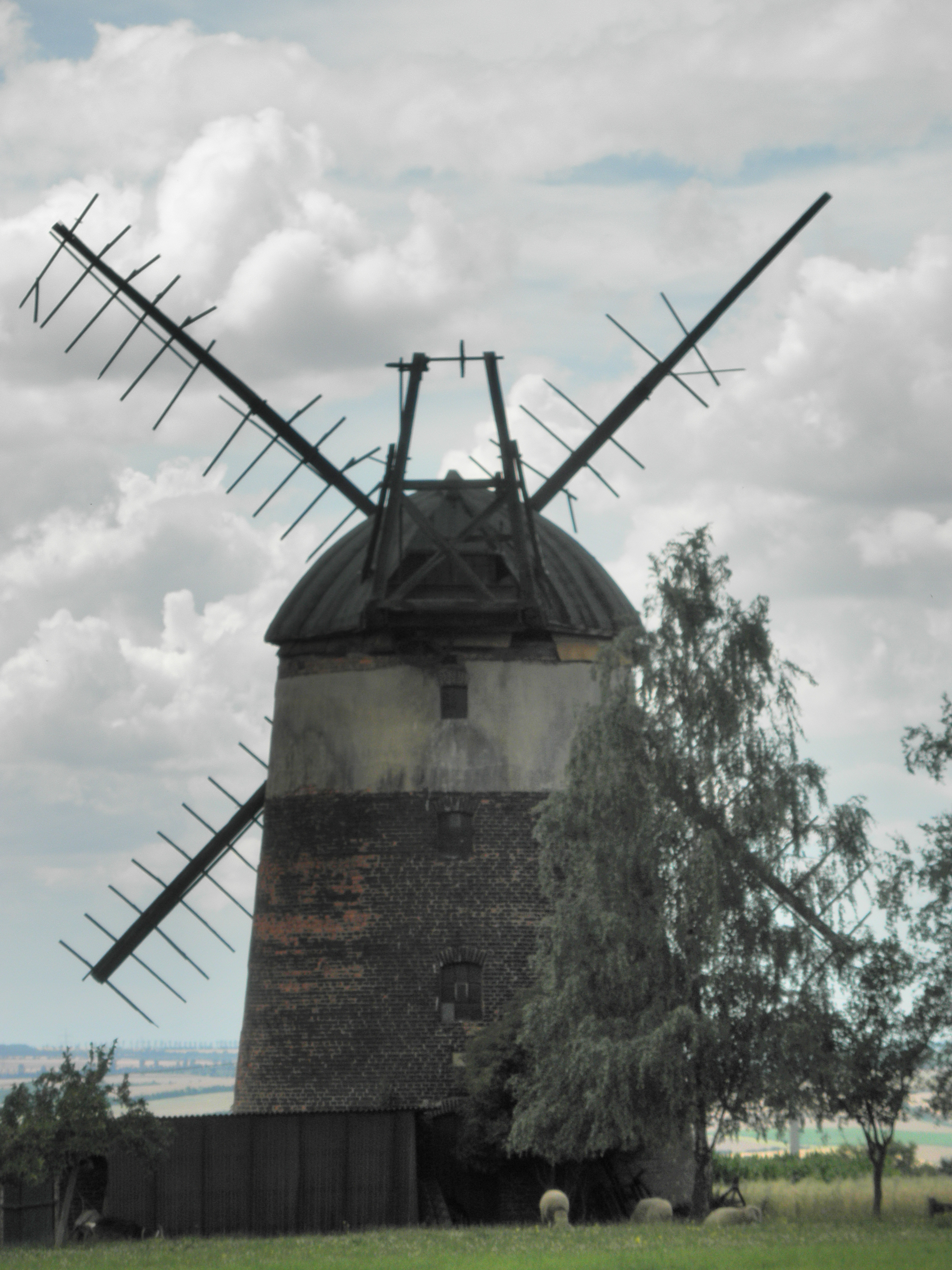
Holländermühle bei Schmiedehausen

- Kirche mit Ausstattung, früher als Friedhof genutztem Kirchhof, Glockenhaus und Kriegerdenkmal für die Gefallenen beider Weltkriege aus dem Ort
- Holländerwindmühle, erbaut um 1911, restaurierungsbedürftig, erhalten  mit Haube, Windrosen- und Flügelresten
- Mehrere stattliche, unter Denkmalschutz stehende Gehöfte, teilweise mit Portalen, Toren, Hofmauern und Inschriften.

## Vereine
- SV Blau-Weiß Schmiedehausen 1950 e. V. Veranstaltet regelmäßige Fußball-Turniere.
- Club Birkenwald e. V.
- Burschen-Gesellschaft 1828 e. V.
- Freiwillige Feuerwehr Schmiedehausen

## Brauchtum
- Pfingstfest mit Birkensetzen
- Schmiedehäuser Kirschfest: 1920 vom damaligen Pfarrer für die Kinder eingeführt (damals gab es zahlreiche Kirschplantagen um den Ort); Dorffest auf der Grünen Wiese, immer am letzten Sonntag im Juni – zur Kirschzeit